# BV-2127
La BV-2127, o Carretera de Vilafranca del Penedès a les Cabanyes en el seu primer tram, Carretera de les Cabanyes a Guardiola de Font-rubí en el seu segon, i Carretera de Vilobí del Penedès a Guardiola de Font-rubí en el tercer, és una carretera convencional de calçada única actualment gestionada pels Serveis Territorials de Carreteres de Barcelona (Generalitat de Catalunya). Discorre pels termes municipals de Vilafranca del Penedès, tots ells a la comarca de l'Alt Penedès.
Arrenca de l'extrem nord-est de la vila de Vilafranca del Penedès, travessa el barri de l'Espirall i marxa cap al nord-oest. Arriba en 3 quilòmetres al poble de les Cabanyes, que recorre pel seu costat de ponent, i en dos quilòmetres més arriba al costat de ponent de Vallformosa, i en un quilòmetre més, al poble de Vilobí del Penedès. Continua cap al nord, i en tres quilòmetres més arriba a Guardiola de Font-rubí. En aquesta població enllaça amb la carretera BP-2126.